# قابون
ال-قابون یک منطقهٔ مسکونی در سوریه است که در دمشق واقع شده‌است.